# 琵琶湖站
琵琶湖站位于江西省九江市浔阳区，是铜九铁路的一座火车站，货运二等站。